# دهقان بزرگ (پروانه)
دهقان بزرگ (پروانه) (نام علمی: Cirrochroa aoris) نام یک گونه از سرده دهقان است.